# Glenn Schuurman
Glenn Schuurman né le 16 avril 1991 à Boxtel, est un joueur de hockey sur gazon néerlandais. Il évolue au poste de défenseur au HC Bloemendaal et avec l'équipe nationale néerlandaise. Il a participé aux Jeux olympiques d'été de 2016.

## Carrière

### Coupe du monde
- : 2018

### Championnat d'Europe
- : 2015, 2017, 2021
- : 2019

### Jeux olympiques
- Top 8 : 2016, 2020